# إس-إل سي دي
شركة إس-إل سي دي (بالهانغولية:에스 엘시디) (باليابانية: エス・エルシーディー) شركة كورية جنوبية منتجة لألواح TFT LCD ومملوكة بالكامل لشركتي سامسونج للإلكترونيات وسوني.